# Kostel svatého Martina (Bernartice)
Kostel svatého Martina je trojlodní gotický a částečně barokní a románský kostel nacházející se v městysi Bernartice. Vystavěný byl ve 12. století. Je významnou architektonickou a historickou památkou. Od roku 1958 patří mezi kulturní památky.

## Historie
Kostel pochází z poloviny 12. století. Na stavbě kostela se pravděpodobně podílela stavební huť, která stavěla milevský klášter. Kostel tvořil jádro osídlení Bernartic a centrum města. Původně románská stavba prošla ve 14. století rozsáhlou gotickou přestavbou, z této doby pochází presbytář a většina sakristie. Při gotické přestavbě byla též zvýšena střecha kostela a upravena loď. Další přestavba (barokní) proběhla roku 1717, kdy byla znovu přestavěna loď a dostavěna sakristie a věž. Kostel je v současnosti farní a přísluší k němu filiální kostel sv. Rozálie.

## Popis

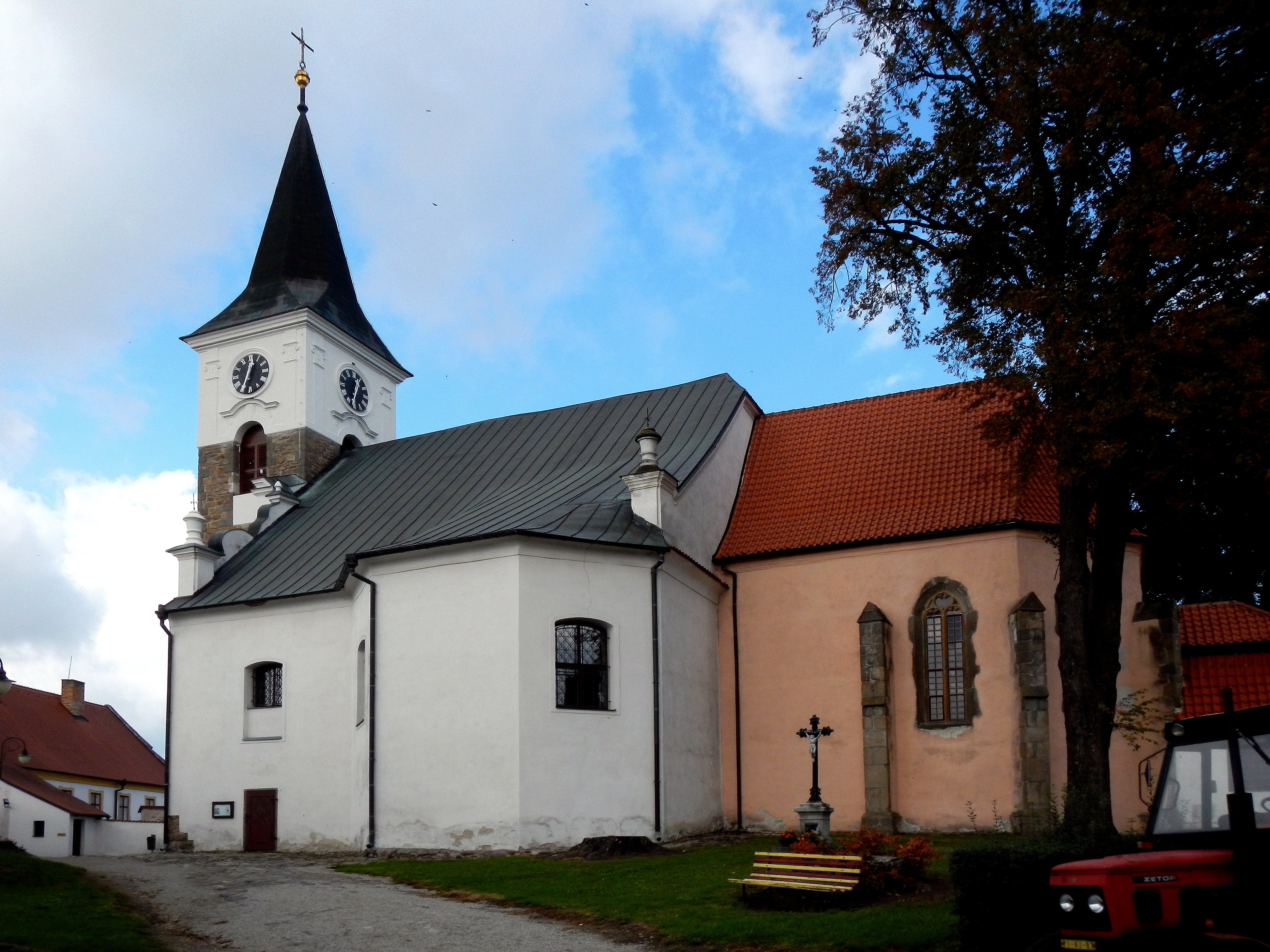
Severní strana kostela se sakristií

Kostel se nachází v historickém centru Bernartic, před nímž se zformovalo náměstí, dříve pravděpodobně čtvercové. Kolem kostela býval hřbitov, později však zanikl. Kostel svatého Martina je trojlodní stavba s obdélnou lodí. Z románského kostela se zachovala jen západní věž a zdivo lodi. Zdivo je žulové a hrubě opracované, spárované maltou. Presbytář je vystavěn ve tvaru pětibokého osmiúhelníku, na východě s ním sousedí barokní sakristie a na severu presbytáře je původní sakristie, dnes severní kaple. Podél hlavní lodě se nacházejí dvě lichoběžníkové boční lodě (jižní a severní) a podélné boční kaple. Na západním průčelí kostela stojí románská hranolová věž, která byla později barokně dostavěna. Interiér kostela je výsledkem barokní přestavby z roku 1717 a ze stejné doby pochází většina zařízení. Barokní oltář s obrazem svatého Martina obsahuje rokokové prvky. Na východě v prvním patře věže se nachází zazděný půlkruhově sklenutý průchod na zaniklou západní tribunu.
Věž byla k západní straně kostela přistavěna dodatečně a její západní zeď spočívá na zdivu západního štítu lodi. Postavena je z hrubě opracovaných žulových kvádrů. Pozdější stavbu věže dokládá štěrbinové okénko, které směřuje z prostoru bývalé kruchty do interiéru prvního patra věže. Během stavby věže byly odlámány střešní latě, jejichž množství umožňuje předpokládat, že na střechu byla použita pálená krytina. Dendrochronologickým datováním zbývajících částí latí bylo zjištěno, že jedle, z nichž byly latě vyrobeny, byly pokáceny v době vegetačního klidu na přelomu let 1222–1223, a tvořily součást střechy nejstarší stavební fáze kostela.